# コスモ★エンジェル
『コスモ★エンジェル』 (COSMO★ANGEL) は、東海テレビとBSフジで放送されたバラエティ番組。製作局の東海テレビでは2002年5月2日から同年10月24日まで放送。

## 概要
地球と双子の星「コスモ星」の5人のエンジェルたちが地球とコスモ星を救うため、メイド喫茶風の喫茶店「コスモ」でアルバイトをしながら地球の人々の悩みを解決していくという内容のコメディドラマである。しかしながら、実際にはエンジェルたちがゲストとともに椅子取りゲームやビーチフラッグなどに興じるゲーム企画が番組の主体であり、東海テレビの公式サイトでも「ドラマ」ではなく「バラエティ」に分類されていた。エンジェル役には、デビュー間もない小倉優子や綾瀬はるからが起用されていた。
最終回の放送日当日には、『名古屋に出現!コスモエンジェル マル秘ヒストリー』という特番が放送された。また、番組終了後の2003年1月1日深夜にも、『コスモ★エンジェル リターンズ 地球SOS!マル秘大作戦』という特番が放送された（BSフジでは同年1月5日深夜に放送）。この特番では磯山さやかが新エンジェルとして登場したが、彼女は後に東海テレビで放送された『フューチャーガールズ』でレギュラーに抜擢された。

## 出演者

### エンジェル
- 小倉優子（ユウ）
- 綾瀬はるか（ハルカ）
- 五十嵐恵（メグ）
- 可名（カナ）
- 宇恵さやか（ウエ）

### 謎の占い師
- 土田晃之

## 放送局
| 放送対象地域 | 放送局     | 系列           | 放送日時           | 備考                      |
| ------------ | ---------- | -------------- | ------------------ | ------------------------- |
| 中京広域圏   | 東海テレビ | フジテレビ系列 | 木曜 24:45 - 25:15 | 製作局                    |
| 日本全国     | BSフジ     | BS放送         | 金曜 24:00 - 24:30 | 東海テレビの1日遅れで放送 |